# 高山大吾
高山 大吾（たかやま だいご、1987年 - ）は、NHKのアナウンサー。

## 人物・来歴
千葉県流山市出身。慶應義塾大学文学部を卒業後、2011年に入局。
入局後は主に高校野球や大相撲などスポーツ中継を担当している。
好きな食べ物はいちご、ラーメン。

## 現在の出演番組
- スポーツ中継（高校野球・大相撲など）

## 過去の出演番組
大分放送局時代（2011年度 - 2014年度）
- 土曜スタジオパーク（2011年5月21日）
- 着信御礼!ケータイ大喜利（2011年12月17日）
- 大分県のニュース
- しんけんワイド大分（スポーツ担当）
- GAP!（2012年4月）

徳島放送局時代（2015年度 - 2019年7月）
- 徳島県のニュース
- あわメロ（DJ）
- とく6徳島（スポーツコーナー）

札幌放送局時代（2019年8月 - 2024年8月）
- 北海道地方のニュース
- ほっとニュース北海道（スポーツコーナー）
- ほっとニュース845（不定期）
- ニュース北海道645（不定期）
- NHＫニュースおはよう北海道土曜プラス（ぶらりみてある記、2024年5月11日）[4]

東京アナウンス室時代（2024年9月 - ）